# 응용수학 및 역학 학회
응용수학 및 역학 학회(Gesellschaft für Angewandte Mathematik und Mechanik, Society of Applied Mathematics and Mechanics)는 종종 두문자어 GAMM으로 지칭되며 물리학자 루트비히 프란틀과 수학자 리하르트 폰 미제스가 1922년에 설립한 과학 진흥을 위한 독일 학회이다. 협회에서는 매년 리하르트 폰 미제스 상을 수여한다.
1958년 GAMM과 ACM은 취리히에서 열린 회의에서 공동으로 《ALGOL 58 보고서》를 작성했다.

## 같이 보기
- 런던 수학회
- 독일 수학회
- 미국 수학회
- 유럽수학회